# Grand Prix Monaka 2019
Grand Prix Monaka 2019 (oficiálně Formula 1 Grand Prix de Monaco 2019) se jela na okruhu Circuit de Monaco v Monte Carlu v Monaku dne 26. května 2019. Závod byl šestým v pořadí v sezóně 2019 šampionátu Formule 1.

## Pozadí

### Pořadí jezdců před závodem
Na čele průběžného pořadí šampionátu jezdců byl Lewis Hamilton, který v dosavadních závodech nasbíral 112 bodů. O 7 bodů zpět byl druhý Valtteri Bottas a stupně vítězů uzavíral třetí Max Verstappen se ziskem 66 bodů. 

### Pořádí týmu před závodem
V Poháru konstruktérů měla jednoznačně navrch stáj Mercedes, která nasbírala 217 bodů. Druhé místo patřilo Ferrari, které mělo na svém kontě 121 bodů. Třetí pozici zaujímal Red Bull Racing-Honda, který se mohl pyšnit 87 body.

## Trénink
Nejrychlejší čas na úvod závodního víkendu v Monte Carlu zaznamenal Lewis Hamilton z Mercedesu, jehož výkon měl hodnotu 1:12.106. Druhý Max Verstappen z Red Bullu zaostal o 59 tisícin sekundy a třetí Valtteri Bottas z Mercedesu o 72 tisícin sekundy. Ferrari skončilo mimo nejlepší trojku. Čtvrtý dojel miláček monackého publika Charles Leclerc se ztrátou 361 tisícin a pátý Sebastian Vettel s mankem 717 tisícin sekundy.
Ani ve druhém tréninku nenašel Lewis Hamilton svého přemožitele. Znovu zajel nejlepší čas, který měl hodnotu 1:11.118. Druhé místo tentokrát obsadil jeho týmový kolega Valtteri Bottas, který byl pomalejší o pouhých 81 tisícin sekundy. Třetí Sebastian Vettel nabral větší deficit, který činil 763 tisícin sekundy. Domácí jezdec Charles Leclerc se umístil až na desáté pozici.
Nadvládu Mercedesu přerušil ve třetím tréninku Charles Leclerc, který zaznamenal čas 1:11.265 a druhého Valtteriho Bottase za sebou nechal o 53 tisícin sekundy a třetího Lewise Hamiltona o 213 tisícin sekundy. Druhý pilot Ferrari Sebastian Vettel skončil až čtrnáctý, protože v první zatáčce havaroval. Jenže ani Leclerc nemohl být tak úplně v klidu, protože byl vyšetřován sportovními komisaři za to, že možná porušil regule virtuálního safety caru, který byl nařízen po Vettelově nehodě. Leclerc ale vyvázl jen s napomenutím.

## Kvalifikace
Už před Velkou cenou Španělska avizovalo Ferrari, že vylepšilo motor a aerodynamické prvky, jenomže výsledek se na okruhu poblíž Barcelony nedostavil. Všichni fanoušci této tradiční stáje byli napnutí, jak dopadnou jejich miláčci v Monackém knížectví. Již v první části kvalifikace ovšem překvapivě vypadl Charles Leclerc a plány Ferrari na dobrý výsledek dostaly povážlivé trhliny ještě před samotným závodem. Spolu s Leclercem dál neprošli ani Pérez, Stroll, Russell a Kubica. Takže smůlu měl i Racing Point s Williamsem.
Druhá fáze kvalifikace se stala konečnou pro oba piloty stáje Alfa Romeo Kimiho Räikkönena a Antonia Giovinazziho. Mezi desítku nejrychlejších nepostoupili ani Hülkenberg, Norris a Grosjean, který se v závěru hodně zlobil na Gaslyho, který Grosjeana možná trochu zdržel na trati.
Pole position si v Monte Carlu vyjel Lewis Hamilton, který zaznamenal už 85. vítězství v kvalifikaci v kariéře. Do první řady se spolu s ním postaví stájový kolega Valtteri Bottas. Druhou linii obsadí Max Verstappen a Sebastian Vettel. Vzhledem k tomu, že v Monaku je málo možností k předjíždění, bude mít Charles Leclerc hodně těžký úkol, aby se propracoval ke stupňům vítězů.
| Poř.                       | No. | Jezdec             | Konstruktér               | Časy v kvalifikaci | Časy v kvalifikaci | Časy v kvalifikaci | Pořadí na startu |
| Poř.                       | No. | Jezdec             | Konstruktér               | Q1                 | Q2                 | Q3                 | Pořadí na startu |
| -------------------------- | --- | ------------------ | ------------------------- | ------------------ | ------------------ | ------------------ | ---------------- |
| 1                          | 44  | Lewis Hamilton     | Mercedes                  | 1:11.542           | 1:10.835           | 1:10.166           | 1                |
| 2                          | 77  | Valtteri Bottas    | Mercedes                  | 1:11.562           | 1:10.701           | 1:10.252           | 2                |
| 3                          | 33  | Max Verstappen     | Red Bull Racing-Honda     | 1:11.597           | 1:10.618           | 1:10.641           | 3                |
| 4                          | 5   | Sebastian Vettel   | Ferrari                   | 1:11.434           | 1:11.227           | 1:10.947           | 4                |
| 5                          | 10  | Pierre Gasly       | Red Bull Racing-Honda     | 1:11.740           | 1:11.457           | 1:11.041           | 8                |
| 6                          | 20  | Kevin Magnussen    | Haas-Ferrari              | 1:11.865           | 1:11.363           | 1:11.109           | 5                |
| 7                          | 3   | Daniel Ricciardo   | Renault                   | 1:11.767           | 1:11.543           | 1:11.218           | 6                |
| 8                          | 26  | Daniil Kvjat       | Scuderia Toro Rosso-Honda | 1:11.602           | 1:11.412           | 1:11.271           | 7                |
| 9                          | 55  | Carlos Sainz Jr.   | McLaren-Renault           | 1:11.872           | 1:11.608           | 1:11.417           | 9                |
| 10                         | 23  | Alexander Albon    | Scuderia Toro Rosso-Honda | 1:12.007           | 1:11.429           | 1:11.653           | 10               |
| 11                         | 27  | Nico Hülkenberg    | Renault                   | 1:12.097           | 1:11.670           |                    | 11               |
| 12                         | 4   | Lando Norris       | McLaren-Renault           | 1:11.845           | 1:11.724           |                    | 12               |
| 13                         | 8   | Romain Grosjean    | Haas-Ferrari              | 1:11.837           | 1:12.027           |                    | 13               |
| 14                         | 7   | Kimi Räikkönen     | Alfa Romeo Racing-Ferrari | 1:11.993           | 1:12.115           |                    | 14               |
| 15                         | 99  | Antonio Giovinazzi | Alfa Romeo Racing-Ferrari | 1:11.976           | 1:12.185           |                    | 18               |
| 16                         | 16  | Charles Leclerc    | Ferrari                   | 1:12.149           |                    |                    | 15               |
| 17                         | 11  | Sergio Pérez       | Racing Point-BWT Mercedes | 1:12.233           |                    |                    | 16               |
| 18                         | 18  | Lance Stroll       | Racing Point-BWT Mercedes | 1:12.84            |                    |                    | 17               |
| 19                         | 63  | George Russell     | Williams-Mercedes         | 1:13.477           |                    |                    | 19               |
| 20                         | 88  | Robert Kubica      | Williams-Mercedes         | 1:13.751           |                    |                    | 20               |
| 107% času vítěze: 1:16.434 |     |                    |                           |                    |                    |                    |                  |
| Zdroj:                     |     |                    |                           |                    |                    |                    |                  |

Poznámky
1. 1 2  Pierre Gasly a Antonio Giovinazzi obdrželi penalizaci v podobě 3 míst za bránění v jízdě ostatním jezdců.

## Závod
| Poř.                                                                        | No. | Jezdec             | Konstruktér               | Počet kol | Čas/Odstoupení | Pořadí na startu | Body |
| --------------------------------------------------------------------------- | --- | ------------------ | ------------------------- | --------- | -------------- | ---------------- | ---- |
| 1                                                                           | 44  | Lewis Hamilton     | Mercedes                  | 78        | 1:43:28.437    | 1                | 25   |
| 2                                                                           | 5   | Sebastian Vettel   | Ferrari                   | 78        | +2.602         | 4                | 18   |
| 3                                                                           | 77  | Valtteri Bottas    | Mercedes                  | 78        | +3.162         | 2                | 15   |
| 4                                                                           | 33  | Max Verstappen     | Red Bull Racing-Honda     | 78        | +5.537         | 3                | 12   |
| 5                                                                           | 10  | Pierre Gasly       | Red Bull Racing-Honda     | 78        | +9.946         | 8                | 11   |
| 6                                                                           | 55  | Carlos Sainz Jr.   | McLaren-Renault           | 78        | +53.454        | 9                | 8    |
| 7                                                                           | 26  | Daniil Kvjat       | Scuderia Toro Rosso-Honda | 78        | +54.574        | 7                | 6    |
| 8                                                                           | 23  | Alexander Albon    | Scuderia Toro Rosso-Honda | 78        | +55.200        | 10               | 4    |
| 9                                                                           | 3   | Daniel Ricciardo   | Renault                   | 78        | +1:00.894      | 6                | 2    |
| 10                                                                          | 8   | Romain Grosjean    | Haas-Ferrari              | 78        | +1:01.034      | 13               | 1    |
| 11                                                                          | 4   | Lando Norris       | McLaren-Renault           | 78        | +1:06.801      | 12               |      |
| 12                                                                          | 11  | Sergio Pérez       | Racing Point-BWT Mercedes | 77        | +1 kolo        | 16               |      |
| 13                                                                          | 27  | Nico Hülkenberg    | Renault                   | 77        | +1 kolo        | 11               |      |
| 14                                                                          | 20  | Kevin Magnussen    | Haas-Ferrari              | 77        | +1 kolo        | 5                |      |
| 15                                                                          | 63  | George Russell     | Williams-Mercedes         | 77        | +1 kolo        | 19               |      |
| 16                                                                          | 18  | Lance Stroll       | Racing Point-BWT Mercedes | 77        | +1 kolo        | 17               |      |
| 17                                                                          | 7   | Kimi Räikkönen     | Alfa Romeo Racing-Ferrari | 77        | +1 kolo        | 14               |      |
| 18                                                                          | 88  | Robert Kubica      | Williams-Mercedes         | 77        | +1 kolo        | 20               |      |
| 19                                                                          | 99  | Antonio Giovinazzi | Alfa Romeo Racing-Ferrari | 76        | +2 kola        | 18               |      |
| Ret                                                                         | 16  | Charles Leclerc    | Ferrari                   | 16        | Poškození vozu | 15               |      |
| Nejrychlejší kolo:Pierre Gasly (Red Bull Racing-Honda) 1:14.279 (v kole 72) |     |                    |                           |           |                |                  |      |
| Zdroj:                                                                      |     |                    |                           |           |                |                  |      |

Poznámky
1. ↑  Max Verstappen dokončil závod druhý, ale obdržel 5 sekundovou penalizaci za nebezpečný průjezd boxy.
2. ↑  Pierre Gasly získal jeden bod za zajetí nejrychlejšího kola.
3. ↑  Romain Grosjean dokončil závod devátý, ale obdržel 5 sekundovou penalizaci za nepovolený přejezd konce boxové čáry.
4. ↑  Kevin Magnussen dokončil závod dvanáctý, ale obdržel 5 sekundovou penalizaci za vyjíždění z trati.
5. ↑  Lance Stroll obdržel 5 sekundovou penalizaci za vyjíždění z trati.

## Průběžné pořadí po závodě
Pohár jezdců
|        | Pořadí | Jezdec           | Body |
| ------ | ------ | ---------------- | ---- |
|        | 1      | Lewis Hamilton   | 137  |
|        | 2      | Valtteri Bottas  | 120  |
| 1      | 3      | Sebastian Vettel | 82   |
| 1      | 4      | Max Verstappen   | 78   |
|        | 5      | Charles Leclerc  | 57   |
| Zdroj: |        |                  |      |

Pohár konstruktérů
|        | Pořadí | Konstruktér               | Body |
| ------ | ------ | ------------------------- | ---- |
|        | 1      | Mercedes                  | 257  |
|        | 2      | Ferrari                   | 139  |
|        | 3      | Red Bull Racing-Honda     | 110  |
|        | 4      | McLaren-Renault           | 30   |
|        | 5      | Racing Point-BWT Mercedes | 17   |
| Zdroj: |        |                           |      |